# Al posto tuo
Al posto tuo è stato un programma televisivo italiano di genere talk show, andato in onda dal 13 novembre 1999 al 15 settembre 2006 su Rai 2. La prima conduttrice fu Alda D'Eusanio, seguita da Paola Perego ed infine da Lorena Bianchetti.

La caratteristica porta da cui entravano gli ospiti

## Conduzione D'Eusanio
Il programma fu lanciato il 13 novembre 1999 da Alda D'Eusanio ogni sabato pomeriggio fino al 19 febbraio 2000 dalle 14:50 alle 16:00. La prima edizione, divenuta poi quotidiana il 28 febbraio, si chiuse il 9 giugno dello stesso anno. Nella seconda stagione (25 settembre 2000-25 maggio 2001) la trasmissione divenne quotidiana, diminuì la durata e scalò alle 14:40. Con l'inizio della terza edizione (24 settembre 2001-28 giugno 2002) si ebbe un nuovo allungamento della durata della trasmissione. La quarta edizione  fu quella di maggior successo e l'ultima con la conduzione di Alda D'Eusanio. Grazie alla grande popolarità del programma, la sigla Mad About You degli Hooverphonic divenne un successo. Lo schema del programma era molto semplice: l'ospite del giorno raccontava una spinosa questione personale che veniva descritta nei minimi dettagli con l'ausilio del pubblico e degli altri protagonisti della vicenda (in genere familiari o amici del protagonista che spesso si presentavano non attesi). Nel programma diventava caratteristico l'uso di uno stanzino attiguo munito di telecamere nascoste, dove il malcapitato di turno, ignaro di essere spiato, raccontava tutti i propri segreti. Al termine della puntata il protagonista era finalmente in grado di prendere una decisione, prima "tirando le fila" durante una chiacchierata con la D'Eusanio e poi comunicando la propria scelta.
Nella quarta stagione (23 settembre 2002-13 giugno 2003), l'ultima condotta dalla D'Eusanio, entrano nel cast anche Igor Dammassa e Gabriele Pignotta, che cureranno lo spazio comico La casa di Igor e Gabriele, sia per sdrammatizzare le pesanti accuse mosse al programma, sia per sbeffeggiare e ironizzare su alcuni volti del pubblico in studio, diventati delle piccole celebrità per i telespettatori assidui, come Jessica, una donna trans con il parruccone bianco che spesso si esibiva in stacchetti canori, e Roberto Mattioli, vittima del sistema. Il loro tormentone, diventato poi motto della D'Eusanio, era "Nella vita non è mai tutto bianco, non è mai tutto nero, ma anche un po' fucsia". Il programma riscosse un certo successo di pubblico (3 milioni di telespettatori) con uno share medio del 18% con un picco record registrato nella puntata dell'11 novembre 2002 in cui conquistò 3.638.000 telespettatori con uno share del 31,77%.

## Le altre edizioni
Dopo numerose critiche alle edizioni della D'Eusanio, mosse anche da Michele Bonatesta, la storica conduttrice lasciò il posto a Paola Perego dal 15 settembre 2003 fino al 27 maggio 2005, mentre dal 12 settembre 2005 fino al 15 settembre 2006 il programma fu condotto da Lorena Bianchetti. Queste edizioni presentarono diverse modifiche rispetto alle precedenti, fra cui quella di ufficializzare che in studio vi fossero degli attori che, tuttavia, racconterebbero delle storie reali inviate dal pubblico alla redazione, e fu anche aggiunta la registrazione di piccoli filmati, alcuni dei quali interpretati dall'attrice Carmen Morello, che facevano d'ausilio al racconto interpretato dagli attori. Inoltre era prevista una squadra di esperti che interveniva, assieme al pubblico, nella vicenda raccontata. Tra questi emergeva lo psichiatra Domenico Mazzullo.

## Critiche
Durante la conduzione di Alda D'Eusanio furono mosse diverse critiche sulla veridicità degli ospiti e delle storie, soprattutto da parte di Striscia la notizia. A favore del tg satirico c'erano alcune testimonianze di ex ospiti che avrebbero firmato dei veri e propri contratti con la produzione per recitare le storie mandate in onda. La D'Eusanio accusò Antonio Ricci di "terrorismo televisivo" e in più occasioni a inizio programma mandò in onda il video animato Tu vuo' fà 'o talebano. Il programma comunque venne anche catalogato tra i trash dell'epoca, ma la D'Eusanio non si fece sfuggire l'occasione per replicare nuovamente, questa volta sculettando in un sacco nero della spazzatura e dicendo "noi non siamo spazzatura!". Dopo che Striscia la notizia definì il programma "taroccato" dando alla conduttrice il soprannome di "regina delle bufale"; la D'Eusanio si presentò più volte in studio con dei cesti pieni di tarocchi oppure con dei contenitori di mozzarelle di bufala che in entrambi i casi si accingeva a distribuire alle persone del pubblico. In un'altra occasione la conduttrice iniziò la trasmissione indossando una maglietta con su scritto "DALLA: Non è un cantante, è un consiglio", sollevando un enorme polverone. Perse poi definitivamente i consensi invitando in studio un bambino che avrebbe dovuto scegliere il nuovo partner della mamma e suscitando le ire della Commissione di Vigilanza Rai, nonché pesanti accuse da parte di Maurizio Gasparri, che le fecero ottenere una censura dalla televisione pubblica.

## Curiosità
- Tra gli autori del programma vi figurava lo scrittore Premio Strega Walter Siti.